# Lyle Griffin
Lyle Griffin (geb. vor 1940; gest. nach 1956) war ein US-amerikanischer Jazzmusiker (Posaune, Gesang) und Musikproduzent.
Griffin trat Mitte der 1940er Jahre in der Jazzszene von Los Angeles in Erscheinung, als er in Hollywood Aufnahmen mit eigenem Orchester einspielte; zu seinen Musikern zählten Al Killian, Hal McKusick, Lucky Thompson, Dodo Marmarosa, Herbie Haymer, Cee Pee Johnson und der Sänger David Allyn. Die Aufnahmen erschienen auf Griffins Label Atomic, das von 1945 bis 1955 bestand, und wurden teilweise auf dem Album The Tenor Sax of Lucky Thompson: The Beginning Years (1991) wiederveröffentlicht.
Auf Atomic veröffentlichte Griffin außer den Aufnahmen eigener Formationen auch Musik von Barney Kessel, Slim Gaillard, Ray Linn, Dodo Marmarosa (Flight of the Vout Bag) und David Allyn, für den er auch komponierte. 1956 begleitete er mit seinem Orchester den Komödianten Lord Buckley auf dessen Album A Most Immaculate Aristocrat; außerdem erschien eine Reihe von Singles Lord Buckleys auf Griffins Label Hip. Dazu gehörten Flight of the Saucer und Teegange Cat (mit Vido Musso). Für das Label Mastro begleitete er mit seinem Orchester auch die Sängerin Miss Dana.